# Игнатенко, Даниил Игоревич
Дании́л И́горевич Игнате́нко (укр. Данило Ігорович Ігнатенко; род. 13 марта 1997, Запорожье) — украинский футболист, полузащитник братиславского «Слована». Выступает за сборную Украины.

## Биография
Выпускник ДЮСШ ФК «Металлург» (Запорожье), первый тренер — Н. Н. Сеновалов. Летом 2014 года пополнил ряды клубной команды «Металлурга» до 19 лет.
28 февраля 2015 года в выездном матче против ужгородской «Говерлы» дебютировал в молодёжной команде «металлургов». В апреле того же года из-за большого количества травмированных игроков главной команды тренер «Металлурга» Анатолий Чанцев включил Игнатенко в заявку на матч Премьер-лиги против «Волыни».
30 мая 2015, в последнем туре чемпионата Украины 2014/15 футболист дебютировал в основной команде в матче Премьер-лиги против киевского «Динамо», заменив во втором тайме Руслана Платона. Всего же в этом матче в высшем дивизионе впервые сыграли четверо «металлургов». Компанию Игнатенко составили также вратарь Тимофей Шеремета и полузащитники Егор Клименчук и Роман Попов. 8 декабря 2015 года стало известно, что Данил вместе с рядом других игроков покинул «Металлург» в связи с процессом ликвидации клуба.
В январе 2016 года стал игроком «Шахтёра».
30 января 2022 года перешёл на правах аренды с правом выкупа во французский клуб «Бордо». Летом 2022 года «Бордо» выкупил контракт игрока у «Шахтёра» и Даниил подписал полноценное соглашение с французским клубом.

## Карьера в сборной
4 июня 2022 года был вызван в сборную Украины. 8 июня 2022 года дебютировал за сборную, выйдя на замену вместо Сергея Сидорчука в матче Лиги наций 2022/2023 со сборной Ирландии. 24 сентября 2022 года забил свой первый гол за сборную в победном матче Лиги наций УЕФА 2022/23 против сборной Армении.

## Достижения
«Ференцварош»
- Чемпион Венгрии: 2019/20

«Слован» (Братислава)
- Чемпион Словакии: 2024/25

## Статистика выступлений

### Международная
| Сборная          | Сезон            | Товарищеские | Товарищеские | Официальные | Официальные | Итого | Итого |
| Сборная          | Сезон            | Игры         | Голы         | Игры        | Голы        | Игры  | Голы  |
| ---------------- | ---------------- | ------------ | ------------ | ----------- | ----------- | ----- | ----- |
| Украина          |                  |              |              |             |             |       |       |
| 2022             | 0                | 0            | 5            | 1           | 5           | 1     |       |
| Всего за карьеру | Всего за карьеру | 0            | 0            | 5           | 1           | 5     | 1     |

### Матчи за сборную
| № | Дата             | Оппонент  | Счёт | Голы | Карточки     | Минуты | Соревнование            |
| - | ---------------- | --------- | ---- | ---- | ------------ | ------ | ----------------------- |
| 1 | 8 июня 2022      | Ирландия  | 1:0  | —    | —            | 2'     | Лига наций УЕФА 2022/23 |
| 2 | 11 сентября 2022 | Армения   | 3:0  | —    | —            | 5'     | Лига наций УЕФА 2022/23 |
| 3 | 21 сентября 2022 | Шотландия | 0:3  | —    | —            | 6'     | Лига наций УЕФА 2022/23 |
| 4 | 24 сентября 2022 | Армения   | 5:0  | 1    | —            | 90'    | Лига наций УЕФА 2022/23 |
| 5 | 27 сентября 2022 | Шотландия | 0:0  | —    | Предупреждён | 90'    | Лига наций УЕФА 2022/23 |

Итого: 5 матчей / 1 гол; 3 победы, 1 ничья, 1 поражение.